# کاپیسترلو
کاپیسترلو (به ایتالیایی: Capistrello) یک کومونه در ایتالیا است که در استان لاکویلا واقع شده‌است.

## خصوصیات
کاپیسترلو ۶۰٫۸۶ کیلومترمربع مساحت و ۵٬۳۱۹ نفر جمعیت دارد و ۷۳۴ متر بالاتر از سطح دریا واقع شده‌است.